# Туаре-сюр-Луар
Туаре-сюр-Луар (фр. Thouaré-sur-Loire) — коммуна на западе Франции, находится в регионе Пеи-де-ла-Луар, департамент Атлантическая Луара, округ Нант, кантон Каркефу. Пригород Нанта, расположен в 14 км к северо-востоку от центра города, в 4 км от национальных автомагистралей А811 и А11, на правом берегу реки Луара. В центре коммуны находится железнодорожная станция Туаре линии Тур-Сен-Назер.
Население (2019) — 10 482 человек.

## История
Происхождение названия Туаре запутано. По одним сведениям, основание города было связано с римским легионером по имени Таурус или Таурекус, который построил тут богатую виллу. По другим, оно связано с кельтским богом Тауром, почитаемым в этой части Галлии. В любом случае люди поселились здесь в давние времена из-за близости к Луаре.
С XIII века центром поселения стал замок Туаре, иначе называемый также замок де ла Мотт. Первоначальными владельцами замка были сеньоры де Туаре, затем он неоднократно менял владельцев, одной из которых была Анна Декарт, сестра знаменитого философа.  
Во время революционных событий Туаре, в отличие от большинства соседних населенных пунктов, избежал массовых убийств и разрушений. Он стал центром кантона, существовавшего до 1803 года. Революционные власти избрали его местом расположения усиленного гарнизона, который должен был обеспечить безопасность патриотов и предотвратить переход «разбойников» с южного берега.
Во время визита Наполеона в Нант он проезжал через Туаре 11 августа 1808 года, в его честь на Нантском тракте была воздвигнута Триумфальная арка. В 1815 году, после падения Наполеона, Франция была оккупирована иностранными державами: Туаре на протяжении нескольких недель был занят саксонцами.
В 1851 году через Туаре прошла железная дорога из Нанта в Париж; в 1867-1868 годах были проведены землеустроительные работы на Луаре, углубившие ее дно и снизившие угрозу паводков и засорения реки в районе Туаре. Между 1879-1882 годами был построен новый мост через Луару, существенно улучшивший движение людей и грузов между двумя берегами реки. Этот мост был взорван французской армией 19 июня 1940 года, частично восстановлен немцами и полностью разрушен британской авиацией 18 июня 1944 года.

## Достопримечательности
- Неоготическая церковь Святого Венсана 1861-1863 годов
- Шато Туаре XV века, перестроенный в XIX веке; крыша шато имеет куполообразную форму, которую венчает голубятня, сохранившаяся с XV века
- Шато Ла-Пикодери 1773 года в стиле неоклассика
- Шато Ильер XV века, перестроенное в XVIII веке в стиле неоклассика

## Экономика
Структура занятости населения:
- сельское хозяйство — 0,4 %
- промышленность — 15,1 %
- строительство — 8,2 %
- торговля, транспорт и сфера услуг — 57,7 %
- государственные и муниципальные службы — 18,5 %

Уровень безработицы (2018) — 8,4 % (Франция в целом —  13,4 %, департамент Атлантическая Луара — 11,1 %). 

Среднегодовой доход на 1 человека, евро (2018) — 24 770 (Франция в целом — 21 730, департамент Атлантическая Луара — 22 910).

## Демография
Динамика численности населения, чел.

## Администрация
Пост мэра Туаре-сюр-Луара с 2020 года занимает Мартин Ожер (Martine Oger). На муниципальных выборах 2020 года возглавляемый ею левый блок одержал победу во 2-м туре, получив 51,71 % голосов.
| Период | Период | Фамилия      | Партия                    | Примечания                                     |
| ------ | ------ | ------------ | ------------------------- | ---------------------------------------------- |
| 1971   | 1983   | Жан Пенсон   |                           | государственный служащий, бухгалтер            |
| 1983   | 1986   | Одетт Пюжоль |                           |                                                |
| 1986   | 2008   | Пьер Айе     | Союз за народное движение |                                                |
| 2008   | 2014   | Бернар Шено  | Социалистическая партия   | руководитель проекта                           |
| 2014   | 2020   | Серж Мунье   | Разные правые             | руководитель проекта, член Совета департамента |
| 2020   |        | Мартин Ожер  | Разные левые              | юрист                                          |

## Города-побратимы
- Хомберг (Ом), Германия

## Галерея

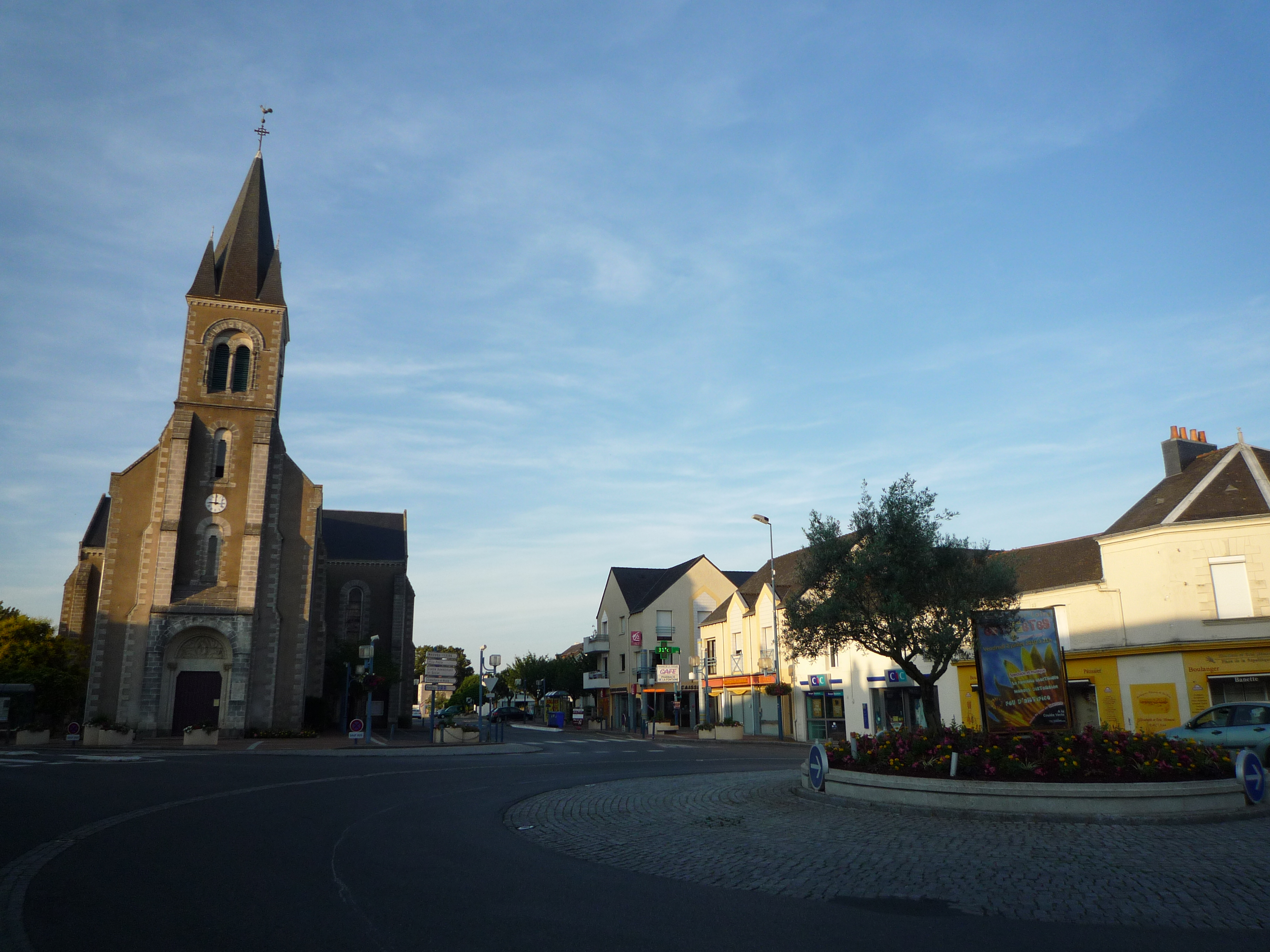
Церковь Святого Венсана
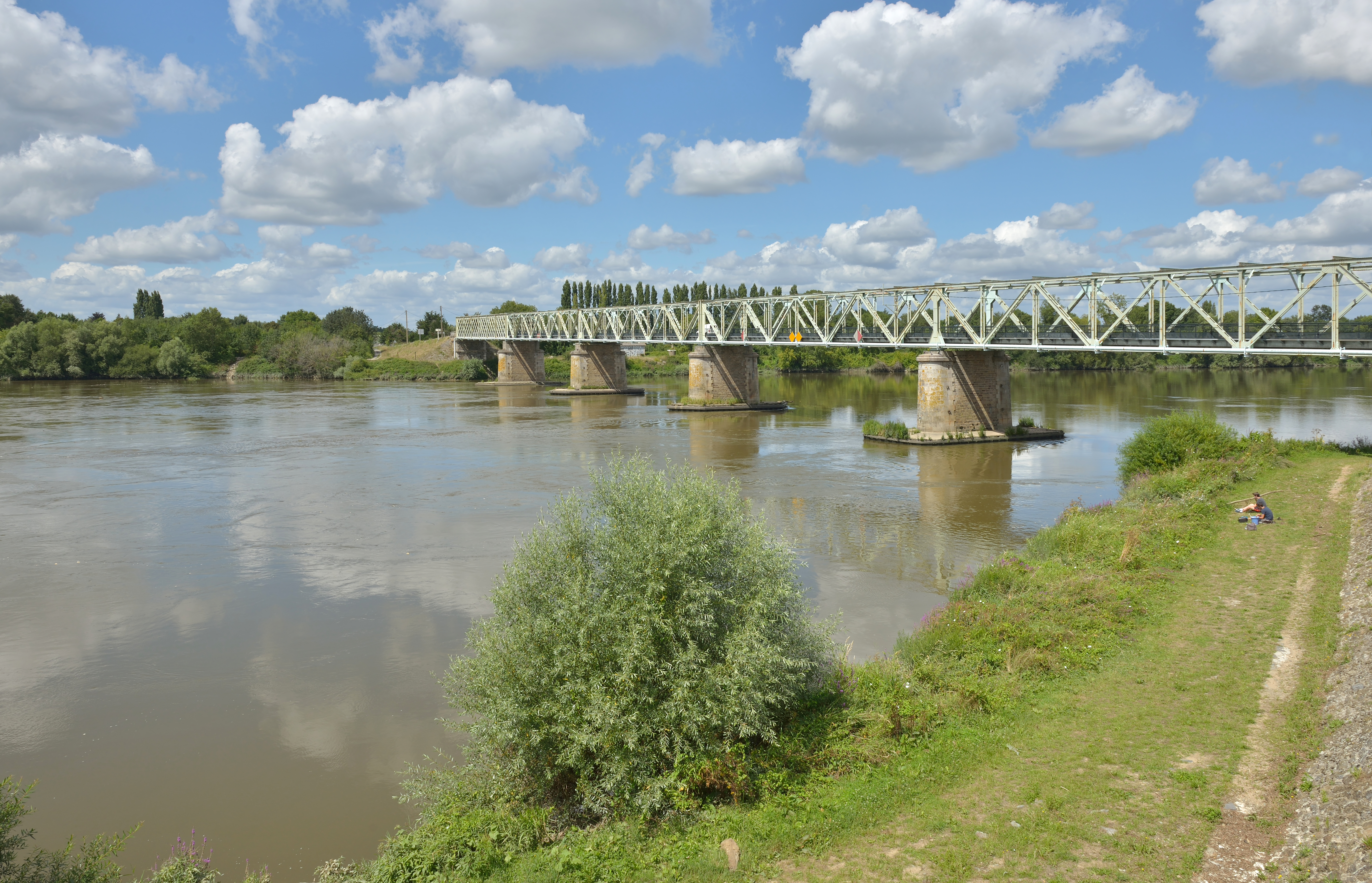
Мост через Луару